# Phaegoptera drucei
Phaegoptera drucei är en fjärilsart som beskrevs av Lauro Travassos 1955. Phaegoptera drucei ingår i släktet Phaegoptera och familjen björnspinnare. Inga underarter finns listade i Catalogue of Life.